# Gagausien
Gagausien (gagausisk: Gagauziya eller Gagauz Yeri; rumænsk: Găgăuzia; russisk: Гагаузия, tr. Gagauzija), formelt kendt som den Autonome Territoriale Enhed Găgăuzia (Gagauz Yeri) (gagausisk: Avtonom Territorial Bölümlüü Gagauz Yeri, rumænsk: Unitatea Teritorială Autonomă Găgăuzia, russisk: втономное территориальное образование Гагаузия, tr. Avtonomnoe territorial'noe obrazovanie Gagauziya), er en autonom region i Moldova. Dets navn kommer fra ordet "Gagauz", hvilket mest sandsynligt kommer fra navnet Gok-oguz brugt til at beskrive de overvejende ortodokse kristne efterkommere af den tyrkiske Oghuz-stamme.
46°18′59″N 28°39′59″Ø / 46.31639°N 28.66639°Ø